# Étendard d'Ur
L’étendard d'Ur est une œuvre sumérienne retrouvée dans ce qui était le cimetière royal de l'ancienne cité d'Ur située dans l'actuel Irak, au sud de Bagdad. Cet artéfact archéologique dont la fonction est inconnue date probablement du XXVIIe – XXVIe siècle av. J.-C. Découvert par l'archéologue britannique Leonard Woolley dans les années 1920, l'étendard d'Ur est actuellement exposé au British Museum de Londres.

## Contexte
L'étendard d'Ur a été retrouvé dans une des sépultures du complexe des tombes royales d'Ur, celle nommée PG 779 par Leonard Woolley (PG valant pour private grave, « tombe privée »). Il s'agit d'une des parties d'un important complexe funéraire remontant aux environs du XXVIe siècle av. J.-C., au début de la période de l'histoire mésopotamienne appelée Dynastique archaïque III (DA III A). Cet ensemble de sépultures abritait en son centre des tombes royales, dans lesquelles les rois et les reines inhumés étaient accompagnés dans leur mort par leurs serviteurs. Dans PG 779, qui est une tombe en fosse, cinq corps identifiables comme des soldats ont été retrouvés. Il s'agissait peut-être de la tombe d'un roi, Ur-Pabilsag, mais cela reste très difficile à déterminer.

## Description

### Aspect général
L'étendard d'Ur est un coffre de bois de 21,7 cm de haut et 50 de long, ajusté d'une mosaïque de nacre et de calcaire rouge, sur fond de lapis-lazuli. Il est actuellement dans un état restauré, les effets du temps au cours de plusieurs millénaires ayant dégradé le bois et le bitume servant de colle à la mosaïque. Sa fonction originale n'est pas clairement connue. Leonard Woolley suggère qu'il était transporté sur une hampe, porté comme étendard. On a également supposé que c'était la caisse de résonance d'un instrument musical.
L'étendard comporte quatre côtés : deux plus importants de forme rectangulaire, désignés sous le nom de « face de la Guerre » et « face de la Paix » selon l'analyse donnée par les scènes qui y sont représentées ; les extrémités de forme trapézoïdale, et moins bien conservées, mettent en scène des animaux et des humains. Chacun de ces quatre côtés comporte trois registres horizontaux, qui se lisent de bas en haut et de gauche à droite, sauf pour les deux registres supérieurs où les personnages convergent vers le roi (au centre sur la face de la Guerre et à gauche sur la face de la Paix).

### La «face de la Guerre»

La « face de la Guerre ».

La « face de la Guerre » doit son nom au fait qu'elle est l'une des premières représentations d'une armée sumérienne, engagée dans ce que l'on pense être une escarmouche frontalière et ses conséquences. Le registre inférieur représente quatre chars tirés par des équidés : des kunga, hybrides d'ânes et d'hémippes car les chevaux n'étaient pas encore domestiqués,. Ils ont quatre roues pleines en bois, et transportent chacun un soldat et un conducteur à l'arrière et des javelots à l'avant. Le char de gauche est statique, tandis que ceux qui suivent sont en action, ceux de droite étant au galop et piétinant des ennemis : cela est peut-être une représentation de scènes ayant lieu à des moments différents du combat, qui s'intensifie progressivement. Le deuxième registre montre l'infanterie, lourdement équipée : les fantassins sont vêtus d'une jupe à franges, d'une cape cloutée, protégés par un casque et armés de piques. Devant eux se trouvent d'autres soldats conduisant des prisonniers blessés, nus et maltraités. Le registre supérieur est dominé par la figure du roi, situé au centre et représenté plus grand que les autres personnages. Un char et des soldats se situent à sa gauche, tandis qu'à sa droite il y a des soldats et des prisonniers. Tous se dirigent vers le souverain.

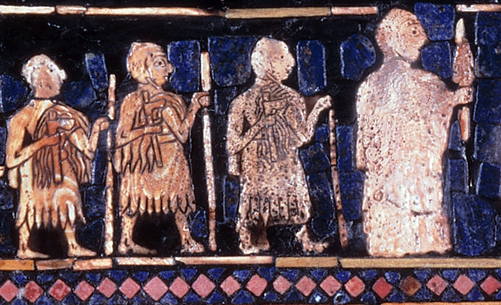
Le roi avec ses troupes.
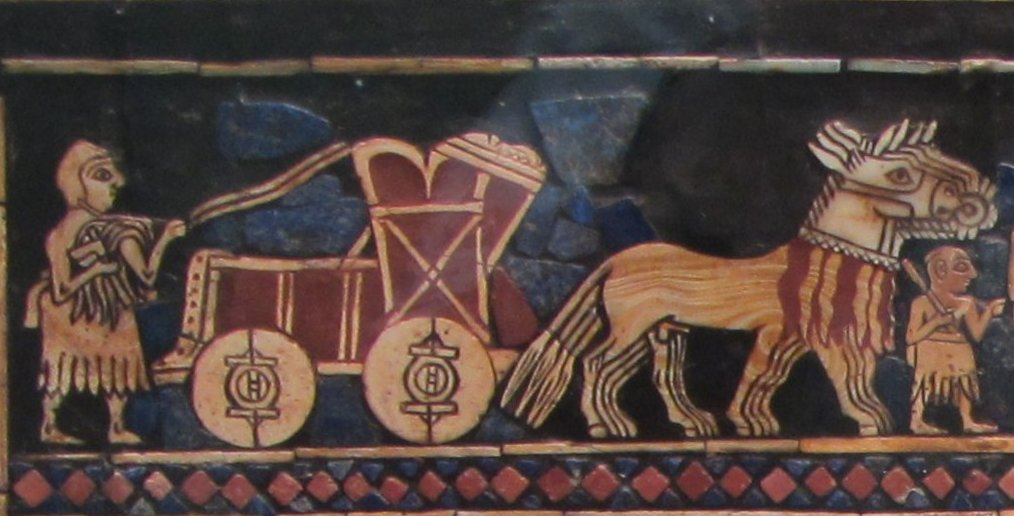
Char de combat.
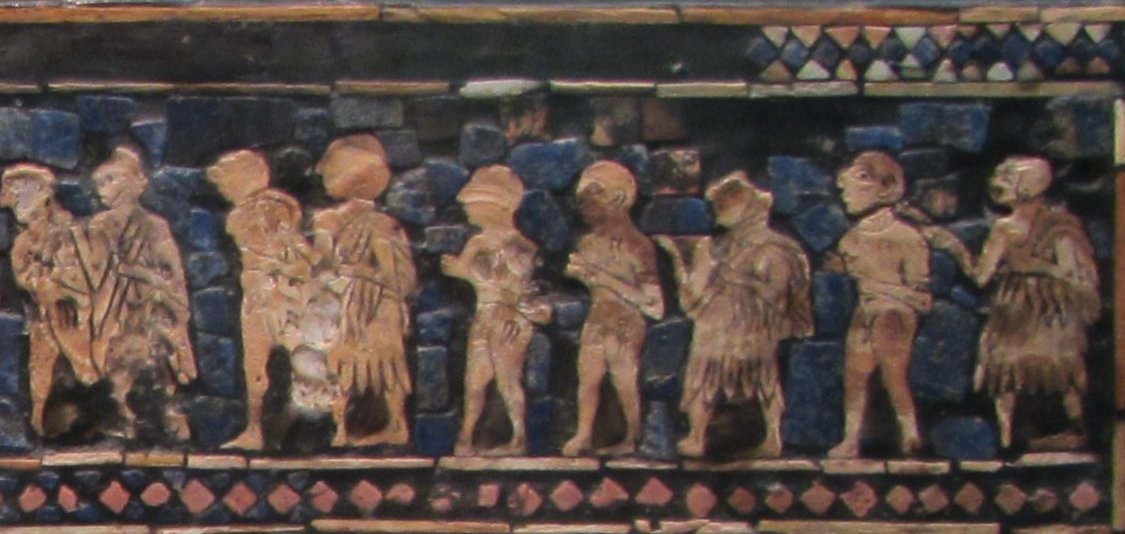
Prisonniers.
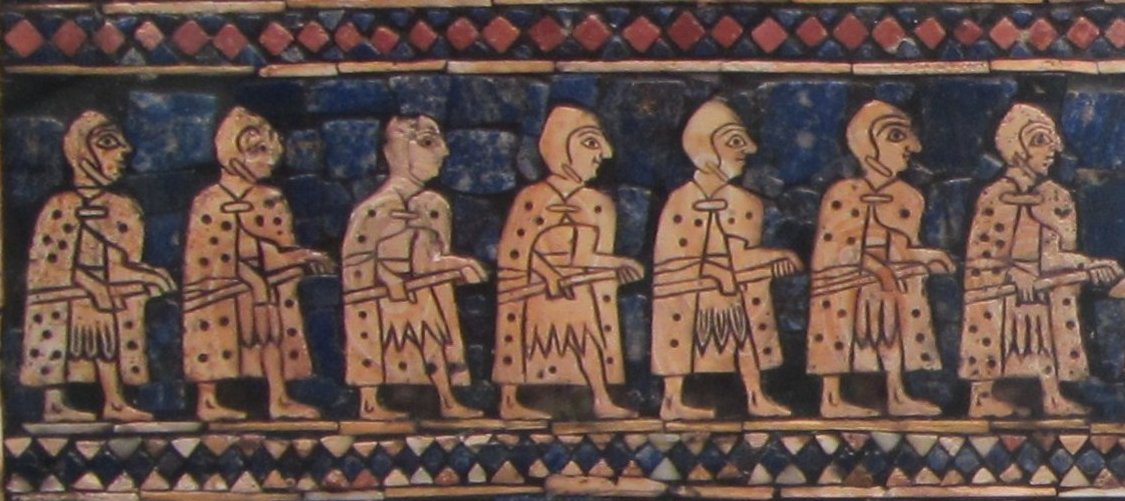
Fantassins.
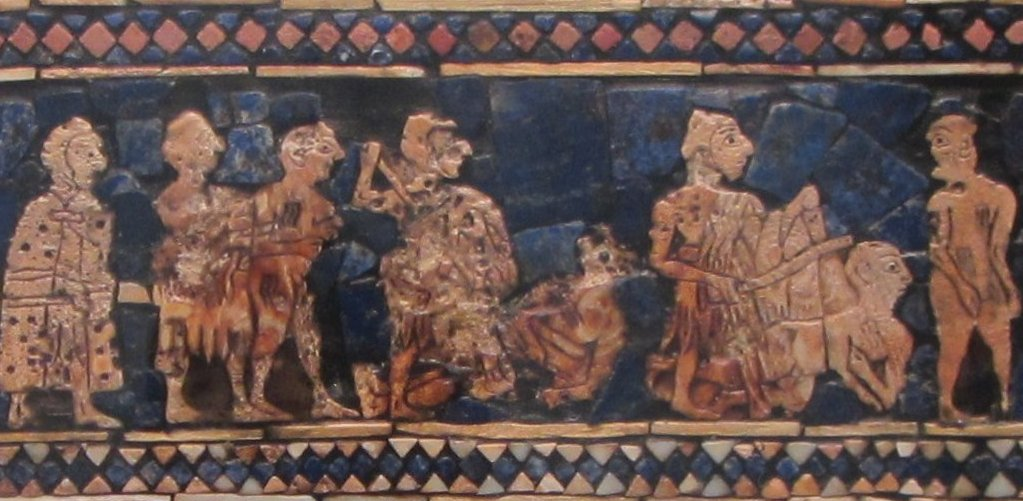
Capture de soldats ennemis.
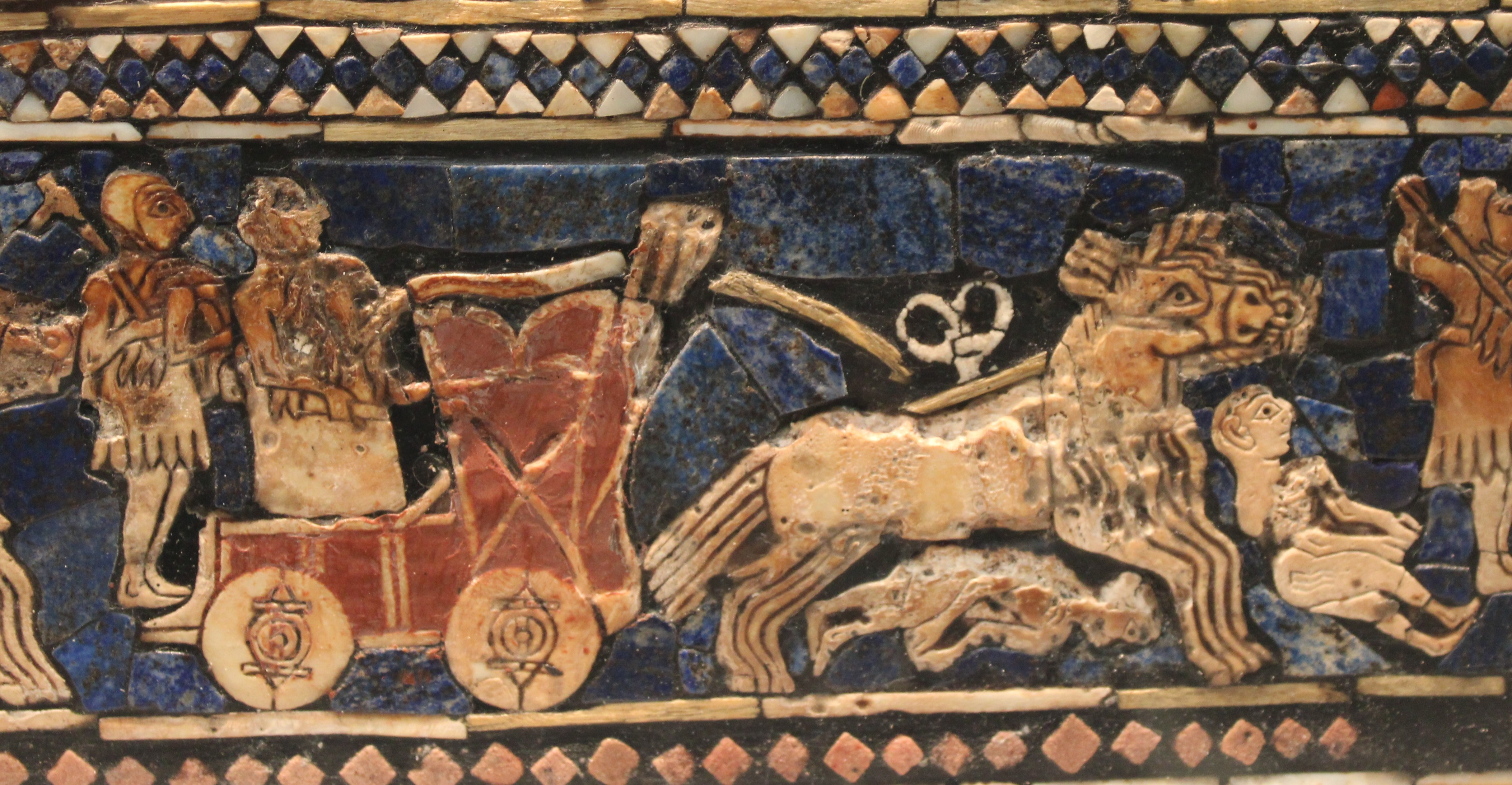
Char lors de l'assaut.

### La «face de la Paix»

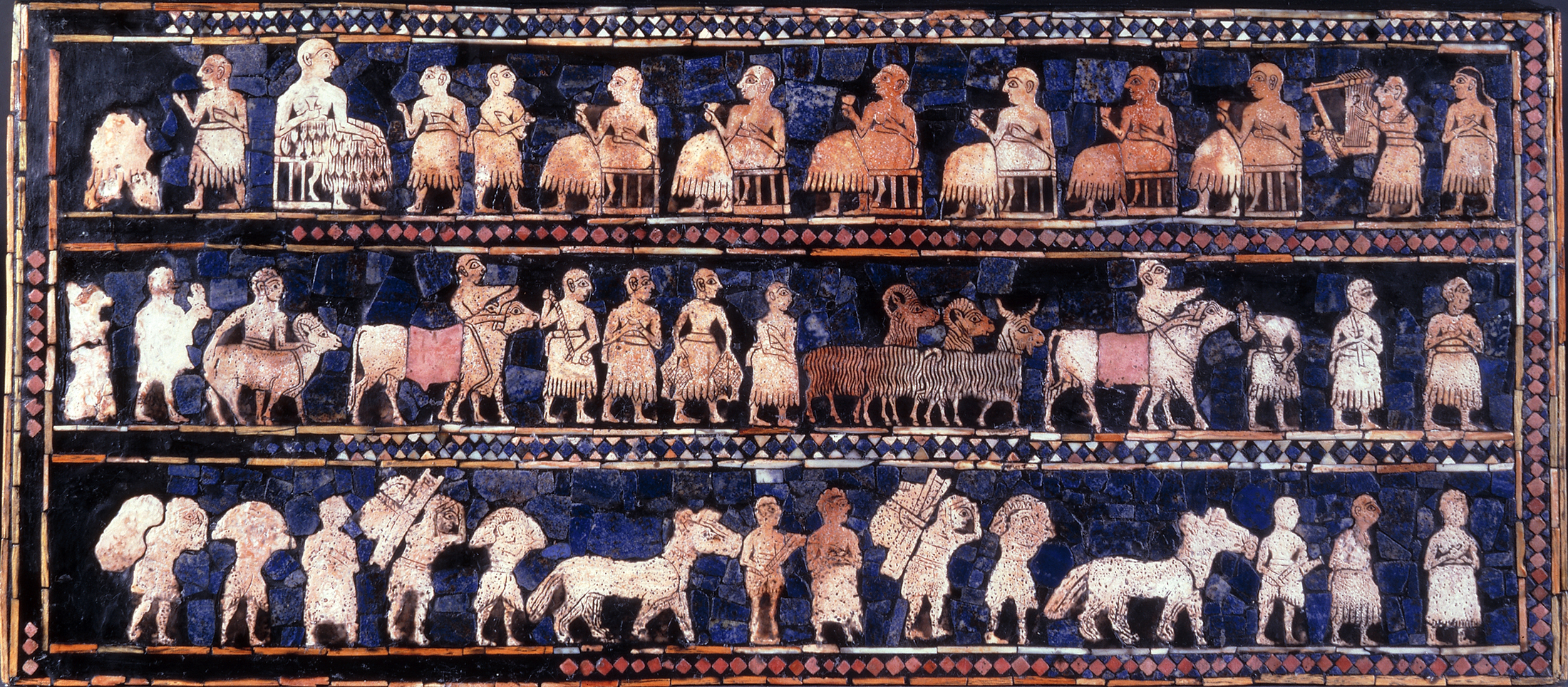
La « face de la Paix ».

La « face de la Paix » dépeint une scène de banquet ou de fête. Le registre inférieur représente des hommes portant des victuailles et conduisant des équidés, et sur le registre médian se trouvent d'autres hommes portant des agneaux ou des poissons, ainsi que des bovins et des caprins. Sur les deux premiers registres, à intervalles réguliers, on trouve un personnage vêtu d'un pagne et les mains jointes dans une posture d'orant. Tous semblent converger vers le registre supérieur, une scène de banquet. Y est représenté un musicien jouant à la lyre, accompagné peut-être d'un chanteur. Ils précèdent les convives, assis sur des tabourets, un gobelet à la main, et tournés vers la gauche du registre en direction du roi, représenté là aussi avec une taille supérieure, et vêtus d'une jupe à franges

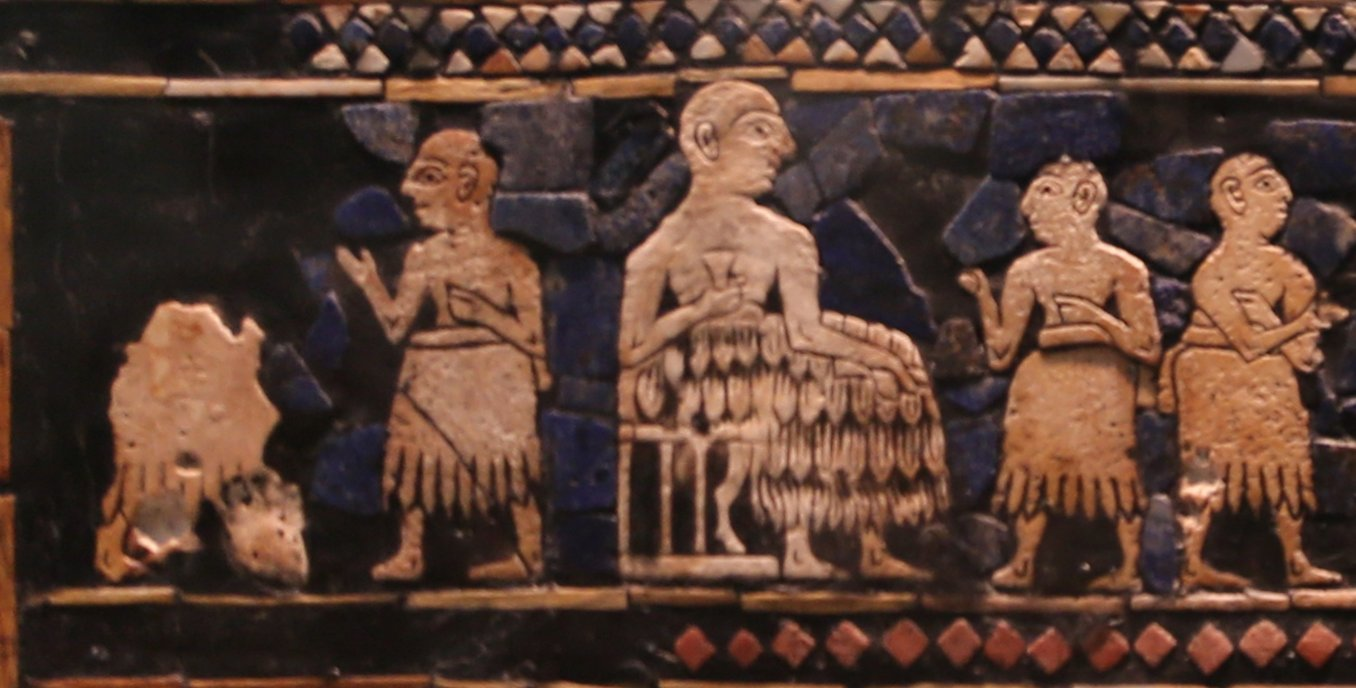
Le roi dirigeant le banquet.
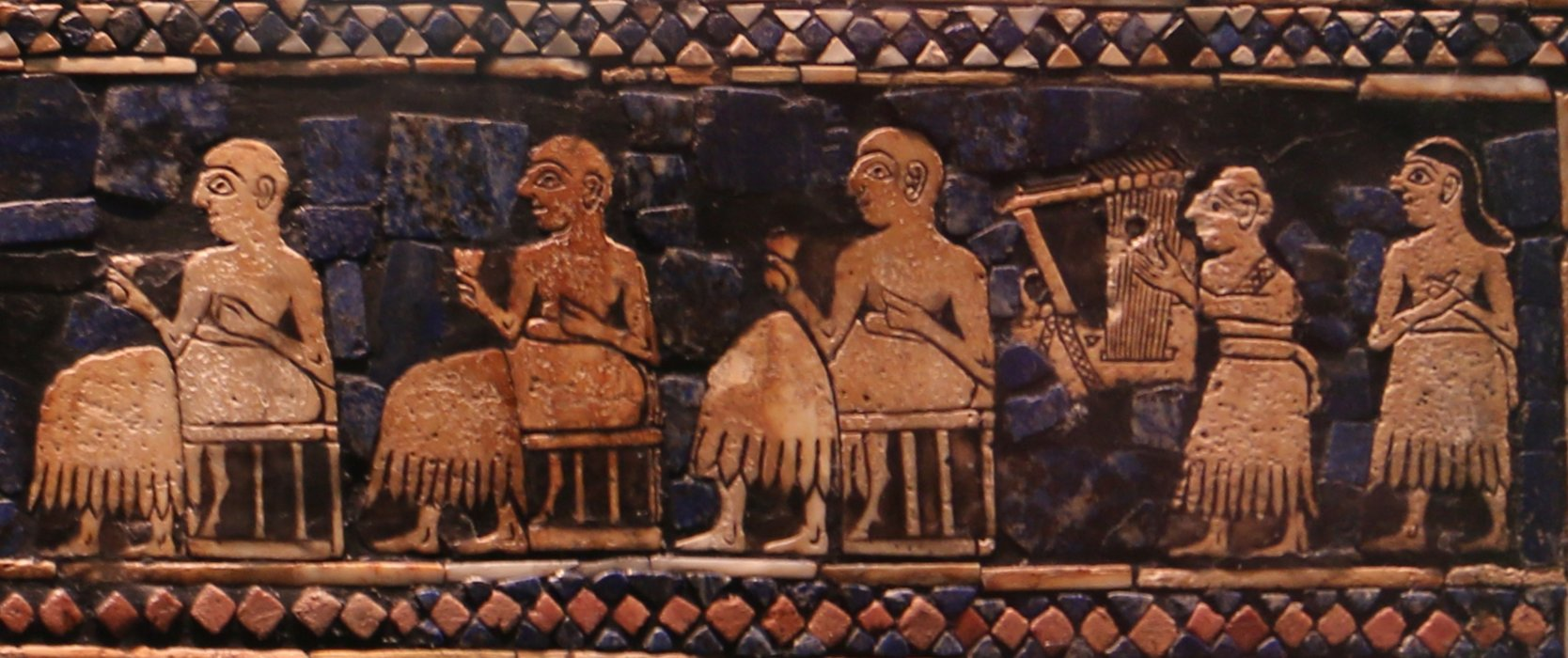
Convives du banquet et joueur de lyre.
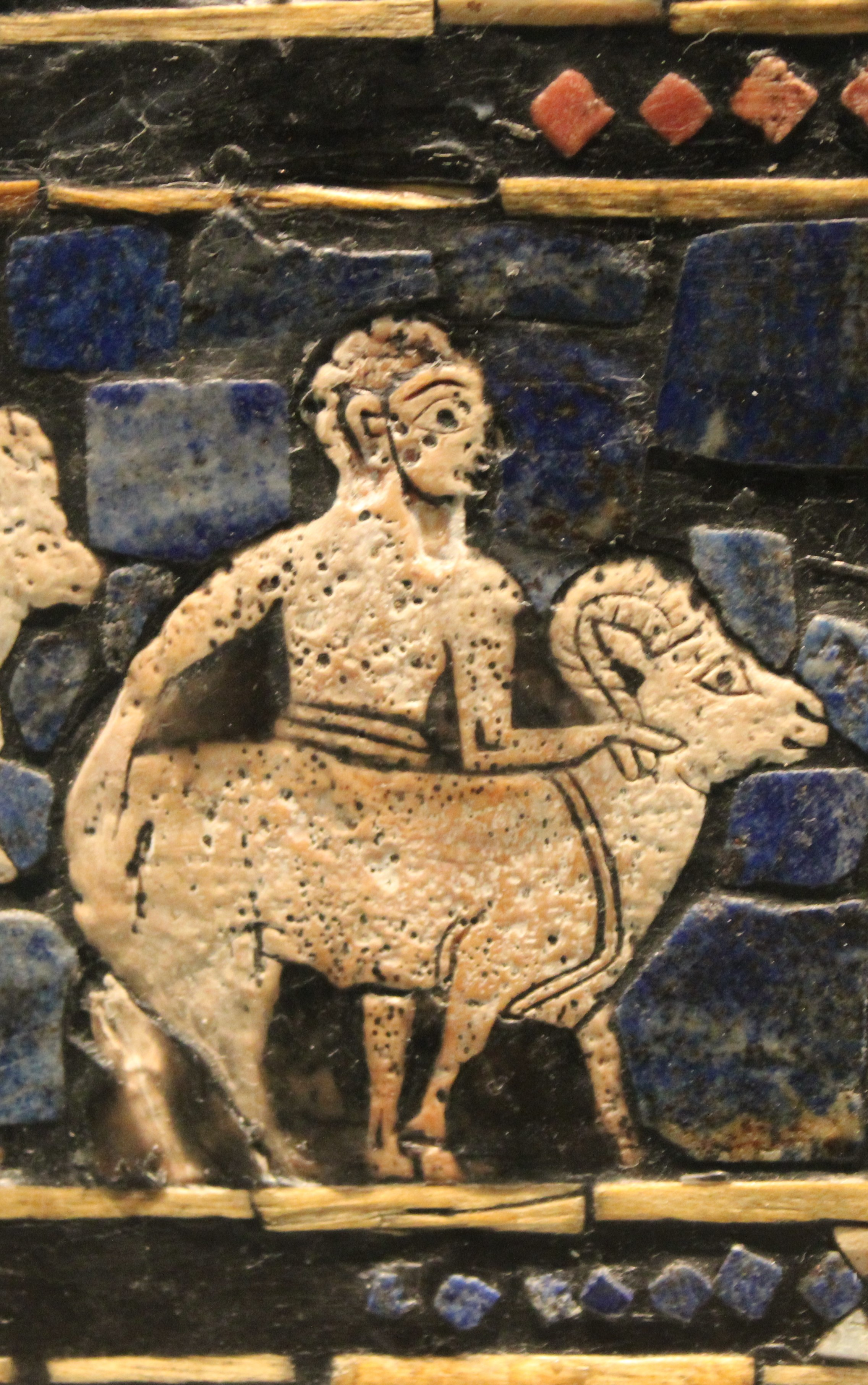
Homme conduisant un bélier.
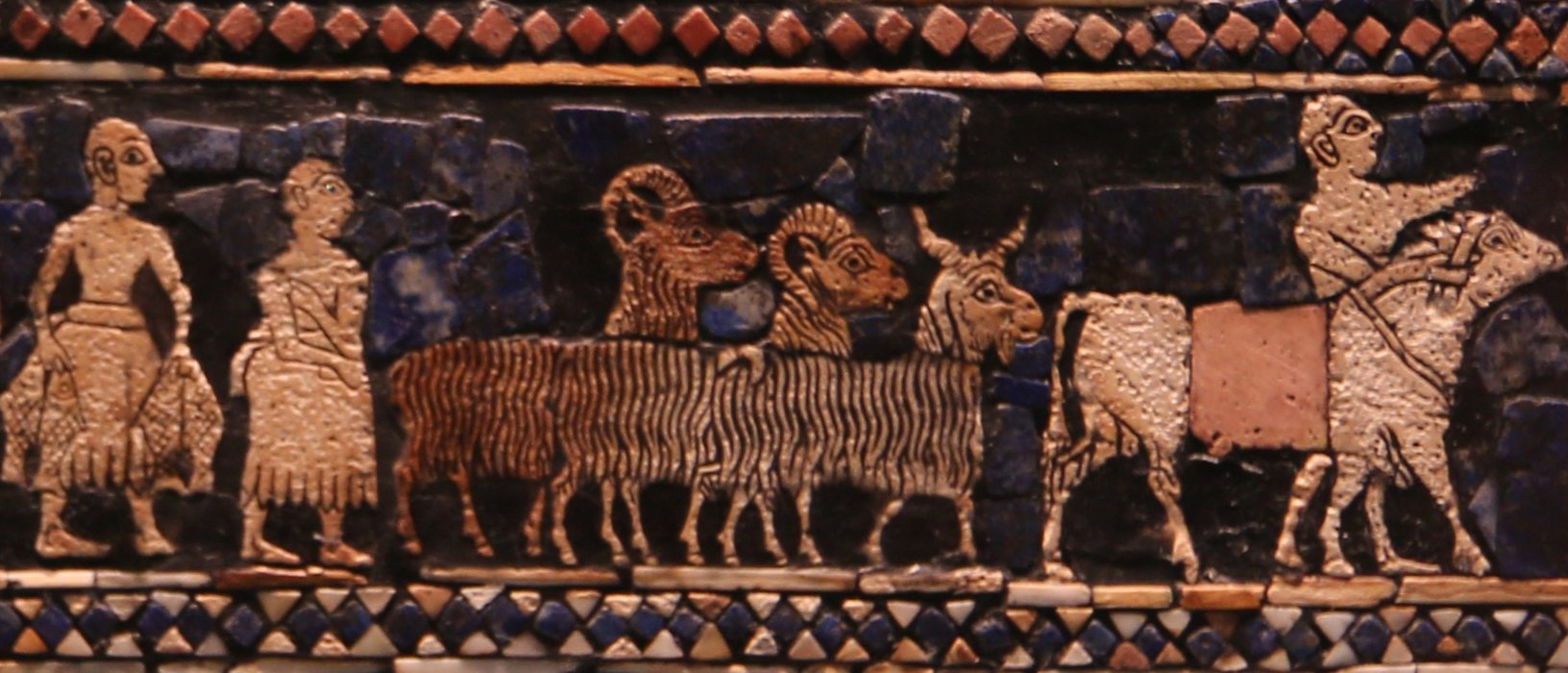
Hommes conduisant des chèvres et un bovin.
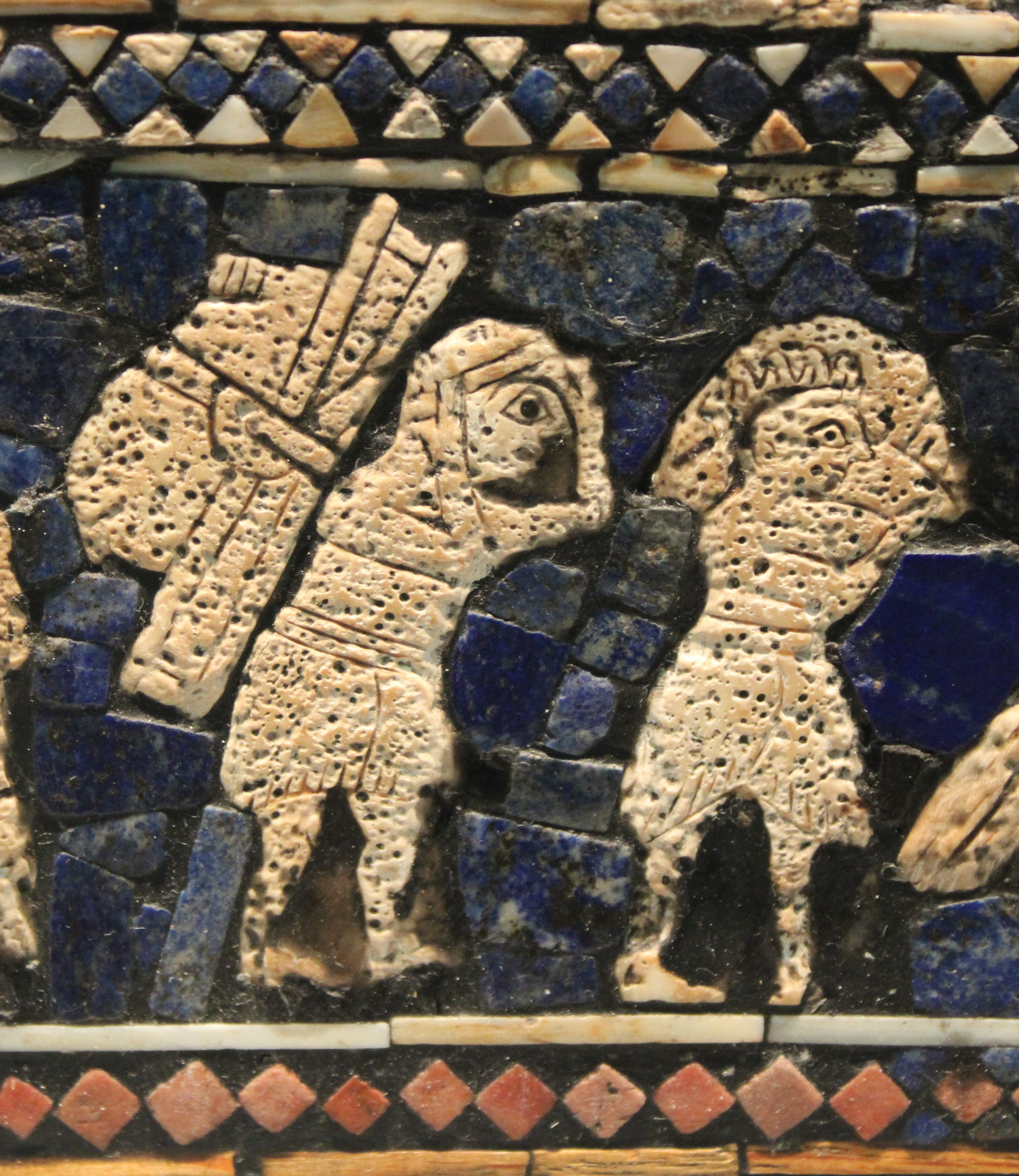
Porteurs.

## Interprétation
L'étendard d'Ur est généralement considéré comme commémorant un événement ayant eu lieu. La face de la Guerre représenterait une bataille dont l'armée d'Ur est sortie victorieuse, tandis que la face de la Paix représenterait la célébration de cette victoire au cours d'un banquet, et/ou des sacrifices effectués en l'honneur des dieux pour les remercier pour ce triomphe. Mais il n'est pas forcément nécessaire de rechercher un contexte historique précis pour cette œuvre. Elle peut être expliquée suivant l'idéologie royale de la basse Mésopotamie antique : le roi y a en effet aussi bien la fonction de guerrier, chef de l'armée, que celle d'intermédiaire entre les dieux et les hommes, et donc de principal pourvoyeur d'offrandes aux dieux. L'étendard d'Ur pourrait donc représenter ces deux facettes de la figure royale. Du reste les deux interprétations ne s'excluent pas forcément.
Au-delà de sa signification, l'étendard d'Ur est une œuvre qui fournit des informations importantes sur la société mésopotamienne de son époque. Par la qualité de son exécution, elle montre la grande maîtrise des artisans d'Ur et du pays de Sumer de cette période. Les scènes et personnages représentés nous fournissent des informations sur l'équipement militaire de cette période, et notamment le rôle de l'infanterie lourdement équipée et des chars, ainsi que sur les vêtements courants, ou les pratiques de convivialité.